# The World for Sale
The World for Sale er en amerikansk stumfilm fra 1918 af J. Stuart Blackton.

## Medvirkende
- Conway Tearle - Ingolby
- Ann Little - Fleda Druse
- W.W. Bitner - Gabriel Druse
- Norbert Wicki - Jethro Fawe
- Crazy Thunder - Tekewani
- E.L. Fernandez - Marchand
- Joseph Donohue - Jowett
- Emile La Croix
- Maude Scofield